# میدوی (لوئیزیانا)
میدوی (به انگلیسی: Midway) شهری در ایالت لوئیزیانا کشور ایالات متحده آمریکا است که جمعیت آن در سرشماری سال ۲۰۱۰ میلادی، ۱٬۲۹۱ نفر بوده‌است.